# Blasticorhinus cymasia
Blasticorhinus cymasia là một loài bướm đêm trong họ Noctuidae.